# Søren Pape Poulsen

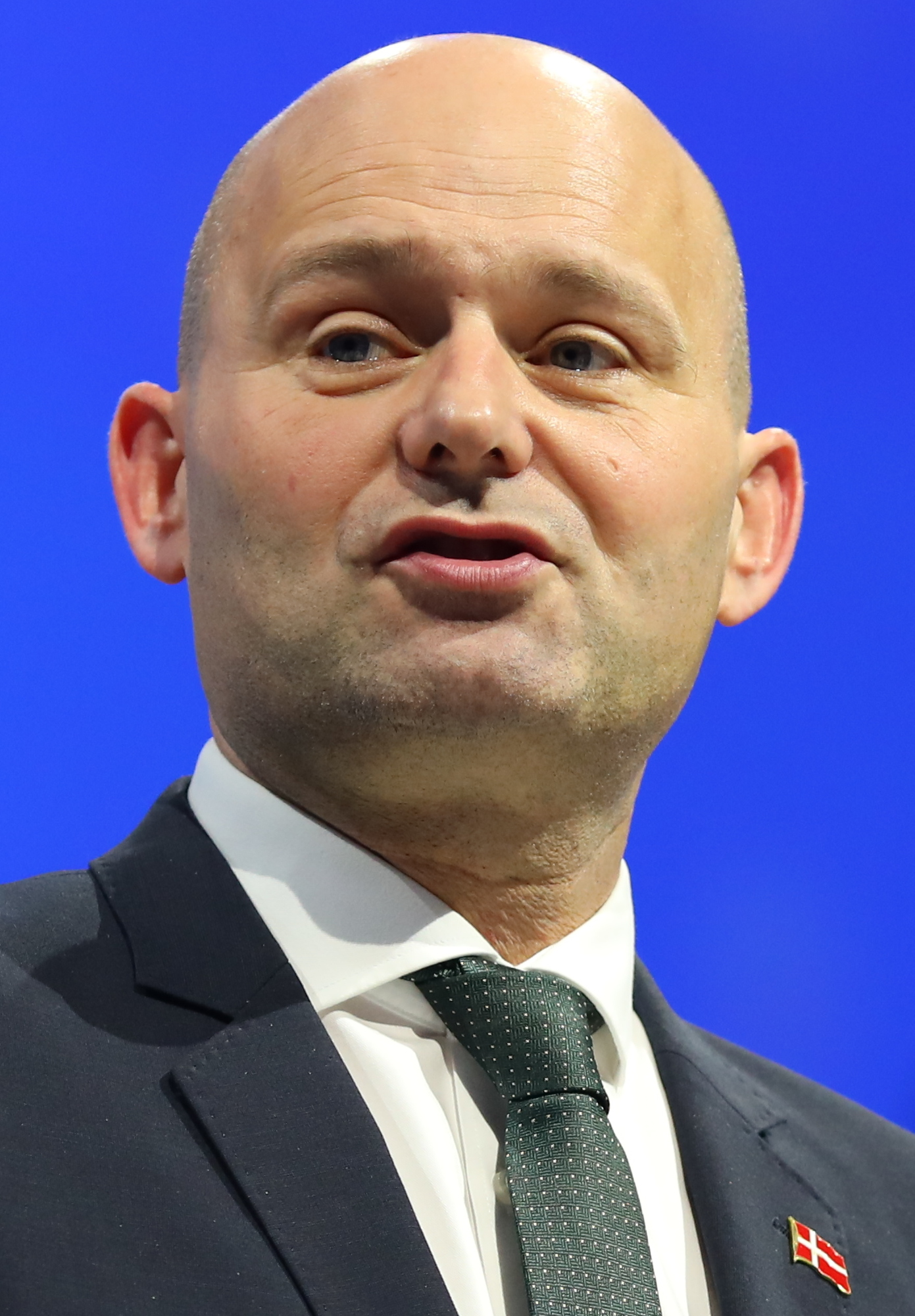
Søren Pape Poulsen (2019)

Søren Pape Poulsen (* 31. Dezember 1971 in Bjerringbro; † 2. März 2024 in Odense), meist kurz Søren Pape genannt, war ein dänischer Politiker der Konservativen Volkspartei, deren Vorsitzender er von 2014 bis zu seinem Tod war. Von 2015 bis zu seinem Tod war er Abgeordneter im Folketing, von November 2016 bis Juni 2019 fungierte er als Justizminister Dänemarks.

## Leben
Søren Pape Poulsen kam am 31. Dezember 1971 zur Welt und wurde im Frühling 1972 von einem bis dahin kinderlosen Ehepaar adoptiert. Im Jahr 1987 wurde er Mitglied seiner Partei. Im Jahr 1992 schloss er bei Grundfos in seinem Heimatort die Ausbildung zum Spediteur ab. Von 1993 bis 1994 studierte er Lehramt am Ribe Seminarium. Anschließend arbeitete Pape bis 1999 als Spediteur an den Flughäfen Billund und Aarhus. Ab 1999 war er als Lehrer tätig. Im Jahr 2007 begann er als Abteilungsleiter für die Kommunalverwaltung von Viborg zu arbeiten.

## Politische Karriere
Søren Pape Poulsen saß von 2002 bis 2006 im Stadtrat der Kommune Bjerringbro. Nachdem Bjerringbro im Rahmen einer Kommunalreform in der Kommune Viborg aufging, wurde er 2007 Mitglied in deren Stadtrat. Nach der Kommunalwahl im Jahr 2009 wurde er schließlich mit Wirkung zum 1. Januar 2010 zum Bürgermeister der Kommune gewählt. Im Jahr 2013 erfolgte seine Wiederwahl. Nachdem im August 2014 der damalige Vorsitzende der Konservativen Volkspartei Lars Barfoed zurückgetreten war, übernahm Pape auf Wunsch Barfoeds das Amt des Parteivorsitzenden. Pape trat daraufhin als Bürgermeister von Viborg zurück. Im September 2014 wählte ihn ein Parteitag schließlich auch formell zum neuen Parteivorsitzenden.
Bei der Folketingswahl 2015 zog er für den Wahlkreis Vestjylland erstmals in das dänische Nationalparlament, das Folketing, ein. Am 28. November 2016 wurde Pape zum Justizminister im dritten Kabinett des Ministerpräsidenten Lars Løkke Rasmussen. In dieser Rolle bekam Pape eine Plattform, um für eine strenge konservative Rechtspolitik zu kämpfen, die eines seiner Markenzeichen wurde. Er war bis zum Rücktritt der Regierung am 27. Juni 2019 Minister. Dem Folketing gehörte er nach seinen Wiederwahlen in den Jahren 2019 und 2022 bis zu seinem Tod an. Im Wahlkampf für die Folketingswahl 2022 lancierte er sich als Ministerpräsidentenkandidat.

## Privates
2014 äußerte Pape in einem Radiointerview offen seine sexuelle Orientierung als schwul und hielt eine Rede, die dem LGBT-Konservatismus nahe stand, wobei er anmerkte, dass dies einen Aspekt seines Privatlebens betrifft. Im selben Jahr machte er seine Beziehung zu Josué Medina Vázquez bekannt. Im Jahr 2021 heirateten die beiden. Das Paar lebte in Viborg. Im Jahr 2022 gab Pape die Trennung von seinem Mann bekannt.
Pape erlitt während einer Parteiversammlung in Vejen am 1. März 2024 eine Hirnblutung und starb am Tag darauf im Alter von 52 Jahren im Universitätsklinikum Odense.